# 反町隆史
反町隆史（日语：／ Sorimachi Takashi，1973年12月19日—），日本男演員，埼玉縣出身，本名野口隆史（日语：／ Noguchi Takashi）。

## 經歷
反町出生于埼玉縣埼玉市南区。曾經加入傑尼斯事務所，為小傑尼斯「平家派」成員之一。高校時已為時尚模特兒，還曾作為歌手活動。現隸屬於研音事務所，血型AB型，身高181公分。其妻為女演員松嶋菜菜子。
反町在中學三年級時，以本名〝野口隆史〞加入傑尼斯事務所，並以平家派的成員之一進行演藝活動及為當紅的前輩團體光GENJI擔任伴舞。翌年，自身選擇離開事務所。
之後，在拉麵店打工並兼職從事模特兒活動，還曾在巴黎時裝週出場。在私下裡，會去拳擊健身房鍛鍊體型，並持續寫歌詞等創作活動。
1994年春天，加入研音事務所，改藝名為現在的名字。名字由來來自於拳擊選手龍反町，同時社長希望他能夠成為「像龍一樣的男人」。
同年7月，正式於電視劇《愛情麻辣燙》以演員身分出道。之後，陸續在電視劇活躍著並在1997年以歌手身分開始發行歌曲。
1997年至1998年期間，陸續在《處女之路》、《海灘男孩》、《麻辣教師GTO》等電視劇裡擔當主演且成績亮眼開始走紅成名。其中，在《麻辣教師GTO》中飾演曾經是暴走族的高中教師〝鬼塚英吉〞，此劇最終回收視率達到35.7%並創下紀錄，受到相當大的矚目和觀眾的喜愛。。
反町也在這些他主演的電視劇裡演唱主題曲，例如：與竹野內豐共演的海灘男孩的主題曲《Forever》，以及麻辣教師GTO裡的主題曲《POISON》。其中以《Forever》一曲登上1997年的第48回NHK紅白歌唱大賽。
另外，也與曾在麻辣教師GTO裡合作拍攝的松嶋菜菜子相戀，並於2001年2月21日，最後一場國內巡迴演唱會結束後登記結婚。隔天，反町在官方網站上給媒體及各位粉絲宣布喜訊，並於富士電視台召開記者會。由於兩人當時人氣當紅，矚目程度頗高，消息一出更是轟動一時，演藝圈又一對明星夫婦誕生了!
同年，與劉德華共同主演《全職殺手》，該片並入圍第26屆多倫多國際電影節。2002年，第一次出演NHK大河劇《利家與松》，並且是與松嶋菜菜子結婚後的首次夫婦共演。在該片中飾演織田信長，獲得好評並令人印象深刻。其中劇中台詞之一，織田信長的口頭禪「で、あるか」，還成為當時流行語。
2004年長女出生，2007年次女出生。由於夫婦倆對小孩隱私相當保護，並且把工作與生活區分開，因此從沒有讓兩位女兒曝光過。
2011年5月，家中飼養的杜賓犬咬傷住在同一層的鄰居佐藤可士和的妻子，夫婦倆與鄰居達成和解，但是之後鄰居家憤怒搬走。由於管理公司無法從鄰居家收到解約違約金，因此反向反町夫婦收取，然而未果，遂而向法院提訴。一審判賠日幣285萬，二審由於法官認為夫婦倆違反公寓規章責任較大，因而判賠1725萬。
2015年10月獲邀出演由資深演員水谷豐主演的國民刑事劇《相棒》第14季，劇中飾演從法務省借調到警視廳的菁英官員「冠城亘」，成為第四代的“相棒”搭檔。之後繼續出演第15季、第16季、第17季、第18季、第19季、第20季，直到2022年完成「相棒20」後宣告畢業 
2023年9月，關西電視台、富士電視台宣佈為紀念開台65週年，將於2024年春季推出特別篇日劇《GTO Revival》，睽違26年，再次由反町隆史主演。2024年2月，官方劇組公佈曾於1998年劇集版中飾演學生的窪塚洋介、小栗旬、池内博之、山崎裕太、德山秀典以及飾演鬼塚的警察好友藤木直人將參演其中。3月26日，官方再公佈松嶋菜菜子確定會以當年角色身份回歸演出，同日釋出了由BLUE ENCOUNT加上反町隆史演唱全新編曲的主題曲《POISON （页面存档备份，存于）》MV。《GTO Revival》於4月1日晚正式播出後引發了網絡話題。

## 人物
- 興趣是音樂鑑賞和黑鱸釣魚。其中，釣魚隸屬於TBC（利根川黑鱸釣魚俱樂部）。曾在TC2008大賽第五戰中獲得第5名的佳績。個人記錄是69m長、6公斤重[19]。
- 小時候，是一位對足球充滿熱情的足球少年。從小學二年級開始，曾夢想將來成為職業足球員或漁夫。
- 中學時，曾接受J-League球隊川崎綠茵青年隊測試並合格，但是認為自己的能力比不上周圍其他選手而放棄。
- 家裡有一位姊姊。
- 私下裡，與事務所前輩唐澤壽明、竹野內豐、澤村一樹交情頗好。

## 音樂活動
- 1997年，以單曲《Forever（日语：Forever (反町隆史 with Richie Samboraの曲)）》作為歌手出道。同年，紅白歌唱大賽初登場[4]。
- 1998年，發行由本人所仰慕的冰室京介作曲和自己作詞的《ONE（日语：ONE (反町隆史の曲)）》，和《麻辣教師GTO》的主題曲《POISON（日语：POISON 〜言いたい事も言えないこんな世の中は〜）》。兩首歌都成為熱門歌曲。其中《POISON》在2020年再度以‘絕對能讓哭泣的嬰兒停止哭泣’引發話題[20]。
- 2000年出行單曲《Free》，此曲為主演電視劇《戀愛症候群 (LOVE COMPLEX)（日语：ラブコンプレックス） 》的主題曲。
- 歌詞都是由反町親自寫作，他在一次採訪中曾提到“我想用自己的話說”。
- 在2001年3月7日於香港舉行最後的現場演場會後，就再也沒有新歌發行或舉行演場會。現在專注於演員的工作。
- 從1997年出道成為歌手，至2001年停止歌手活動以來，總共發行了6張單曲、3張原創專輯、2張精選輯、3張音樂影像集以及2張演唱會影像集等。[21]歌手活動停止後，原本所屬唱片公司再發行2張精選輯。

## 演出作品
- 註：以下角色名稱粗體字表示「主演」

### 電視劇
- 愛情麻辣燙 （1994年7月，TBS） - 高田裕二
- 來我家吧！ （1995年1月，TBS） - 中原健
- 愛情腦震盪（日语：毎度おジャマしまぁす） （1995年4月，TBS） - 鶴田裕二
- 沙粧妙子 最後的事件（日语：沙粧妙子 最後の事件） （1995年7月，CX） - 菅野洋一郎
- 未成年（日语：未成年 (テレビドラマ） （1995年10月，TBS） - 坂詰五郎
- 龍馬笑傳（日语：竜馬におまかせ!） （1996年4月，NTV） - 岡田以蔵
- 請給我翅膀 （1996年7月，CX） - 櫻木淳彌
- 處女之路 （1997年1月，CX） - 吉見薰 [22]
- 海灘男孩 (BEACH BOYS) （1997年7月，CX） - 櫻井廣海
- 東京聖誕夜 （1997年10月，CX）※友情客串演出
- 海灘男孩特別篇SP（日语：ビーチボーイズ#スペシャル） （1998年1月，CX） - 櫻井廣海
- 麻辣教師GTO （1998年7月，KTV・CX） - 鬼塚英吉
- 三十拉警報 (Over Time) （1999年1月，CX） - 楓宗一郎
- 麻辣教師GTO特別篇 SP （1999年7月，CX） - 鬼塚英吉
- 廉價的愛 (CHEAP LOVE)（日语：チ－プラブ） （1999年10月，TBS） - 柳瀨純一
- 戀愛症候群 (LOVE COMPLEX)（日语：ラブコンプレックス） （2000年10月，CX） - 真行寺アユム(步)
- NO.1男公關（日语：ナンバーワン_(テレビドラマ)） （2001年12月，TBS） - 夢野狂夜
- NHK 大河劇（NHK綜合）
  - 利家與松 （2002年） - 織田信長[23]
  - 八重之櫻 （2013年） - 大山彌助/大山巖[24]
- 特警2人組（日语：ダブルスコア） （2002年10月，CX） - 橘真ノ介
- 爸氣十足/熱血男兒 (HOTMAN)（日语：ホットマン#テレビドラマ） （2003年4月，TBS） - 降矢圓造
- 流轉的王妃特別篇 SP （2003年11月，ANB） - 櫻井哲士
- 人生好棒 (Wonderful Life)（日语：ワンダフルライフ） （2004年4月，CX） - 桐島明
- 彌勒丸悲歌（日语：シェエラザード_(小説)#ドラマ） （2004年7月，NHK） - 堀勝一
- 爸氣十足2 (HOTMAN2)（日语：ホットマン#テレビドラマ） （2004年10月，TBS） - 降矢圓造
- 日本的辛德勒－杉原千畝的故事　六千條人命的生命簽證（日语：日本のシンドラー杉原千畝物語 六千人の命のビザ） （2005年10月，YTV） - 杉原千畝 [25]
- 戰國自衛隊・關原之戰（日语：戦国自衛隊・関ヶ原の戦い） （2006年1月，NTV） - 伊庭明義
- 14歲小媽媽 （2006年10月，NTV） - 土田太郎
- 大象花子（日语：ゾウのはな子） （2007年8月，CX） - 吉岡亮平
- 揮棒人生 (DREAM☆AGAIN) （2007年10月，NTV） - 小木駿介/朝日奈孝也 [26]
- 從天而降的三億兩千萬元（日语：ロト6で3億2千万円当てた男） （2008年7月，EX） - 立花悟
- BOSS （2009年6月，CX） - 高倉龍平
- 交涉人 （2009年12月，CX） - 中川伸也
- 柳生武藝帳(電視劇)（日语：柳生武芸帳） （2010年1月，TX） - 柳生十兵衛
- GOLD （2010年7月，CX） - 蓮見丈治
- 我的傻爸爸（日语：グッドライフ〜ありがとう、パパ。さよなら〜） （2011年4月，CX） - 澤本大地
- 幸福送行者 （2012年1月，TBS） - 井原健人
- 父與子的男人旅行（日语：父と息子の男旅） （2012年1月，NTV） - タカシ(隆史)
- 松本清張逝世20週年特別企劃・市長之死（日语：市長死す#2012年版） （2012年4月，CX） - 笠木公蔵
- 東野圭吾推理劇場・蜜月之旅 （2012年8月，CX） - 中川伸彦
- 搜查一課・澤村慶司（CX/FNS） - 澤村慶司
  - 逸脱〜搜查一課・澤村慶司（日语：捜査一課・澤村慶司#テレビドラマ） （2013年2月15日）
  - 執着〜搜查一課・澤村慶司2（2014年3月7日）
- 福家警部補的問候 （2014年1月，CX） - 藤堂昌也
- 翌檜三三七拍子 （2014年7月，CX） - 齊藤裕一
- 限界集落株式会社（日语：限界集落株式会社） （2015年1月，NHK） - 大内正登
- 迷宮搜查（日语：迷宮捜査） （2015年5月，EX）-  名波洋一郎
- 相棒 （EX） - 冠城亘[8][9]
  - 相棒 season14 （2015年10月）
  - 相棒 season15 （2016年10月）
  - 相棒 season16 （2017年10月）
  - 相棒 season17 （2018年10月）
  - 相棒 season18 （2019年10月）
  - 相棒 season19 （2020年10月）
  - 相棒 season20 （2021年10月）
- 花過天晴 (流星花園C5)（2018年4月，TBS） - 江戶川誠[27]
- LEGAL HEART〜重建生命的律師〜（日语：リーガル・ハート 〜いのちの再建弁護士〜） （2019年7月，TX） - 村越誠一[22][28]
- SUITS 2（2020年4月，CX）第1話 - 三津谷聰[29][30]
- 現在的年輕人喔…（2022年4月，WOWOW） - 石澤一[31]
- OLD ROOKIE（2022年6月26日－9月4日，TBS）- 高柳雅史
- STAND UP START（2023年1月18日－3月29日，CX）- 三星義知
- 憧憬海灘男孩（2024年1月6日，CX）- 本人（特別出演）
- Great Gift（2024年1月18日－3月14日，EX）- 藤卷達臣
- 麻辣教師GTO Revival（2024年4月1日，CX）- 鬼塚英吉[32][33]
- Okura～難解事件搜查～（2024年10月8日－12月17日，CX）- 飛鷹千壽（與杉野遙亮雙主演）
- TOKAGE 警視廳特殊犯搜查組（2025年6月30日，TX）- 上野數馬
- 北方謙三 水滸傳（2026年，WOWOW）- 晁蓋

### 網路劇
- 親愛的妖怪女友（2024年3月22日－，Amazon Prime Video） - 犬飼忠義

### 電影
- 愛與夢飛行 （1995年9月23日） - 三浦草太
- 麻辣教師GTO電影版[[[Wikipedia:格式手册/链接#章節|錨點失效]]] （1999年12月18日） -  鬼塚英吉
- 全職殺手 (FULLTIME KILLER) （2001年8月3日） - 殺手“Ｏ” ( 與劉德華合演 )
- 13階段（日语：13階段#映画版） （2003年2月8日） - 三上純一
- 男人們的大和 （2005年12月17日） - 森脇庄八
- 蒼狼 （2007年3月3日） - 鐵木真/成吉思汗
- 交渉人-電影版：腦戰一萬呎高空 （2010年2月11日） - 中川伸也[34]
- 座頭市 （2010年5月29日） - 柳司
- 她愛上了我的謊 （2013年12月14日） - 高樹總一郎
- 相棒-劇場版IV-首都危機 人質50萬人！特命係 最後的決斷 （2017年2月11日） - 冠城亘[35]
- 飛翔吧！埼玉 （2019年2月2日） - 本人 ( 照片 )[36]
- 熱情花招：當女孩遇上男孩（日语：ホットギミック_(漫画)#映画） （2019年6月28日） - 小田切実
- 澪之料理帖 （2020年10月26日） - 水原東西[37]

### 原創影片
- RUN AND GUN （1999年7月，VHS、ZMVZ-1003） - 私人黑鱸魚釣魚影片

### NHK紅白歌合戰出場歷
| 年度/放送回               | 回 | 曲目    | 出場順 | 對戰人   |
| ------------------------- | -- | ------- | ------ | -------- |
| 1997年（平成9年）/ 第48回 | 初 | Forever | 03/25  | 岩本公水 |

### 紀錄片
- 「反町隆史熱淚盈眶 挑戰非洲最高峰・吉力馬札羅山」(『反町隆史が泣いた アフリカ最高峰・キリマンジャロに挑む』)（2000年7月25日，CX）

### 配音
- 人生交叉點 第1話「傷」 （2003年4月5日，TX） - 主演聲優
- 哆啦A夢 （2018年11月9日，EX） - 冠城亘[38][39]

### 廣告CM
- 江崎固力果 - 
  - 「ALMOND 巧克力」（1997年）
  - 「椰子巧克力Pocky」
  - 「LEE咖哩」
- au by KDDI
- 樂敦製藥 - 「ロートZi:Φ」、「ロートZi:fLush」
- 資生堂 - 「AGREER」（1997年1月 - 2001年1月）
- 三菱汽車 - 「PAJERO-Jr.（日语：三菱・パジェロジュニア）」（1997年）
- 富士軟片 - 「EPION相機」（1997年）
- UCC上島咖啡 - 「UCC SUPER Ⅱ 罐裝咖啡」
- 大和精工（日语：グローブライド） - 「企業」
- JAL
  - 「'98 JAL 沖繩」
  - 「JAL SKI 北海道'99」
- 可口可樂
  - 「SPRITE」
  - 「LEAFS」
- 永谷園（日语：永谷園） - 「茶泡飯海苔（日语：お茶漬け海苔）」
- 微軟 - 「MSN Hotmail 年賀狀企劃 (Come on!MSN)」
- 朝日食品（日语：アサヒグループ食品） - 「MINTIA薄荷糖（日语：ミンティア）」
- 三共 - 「HEALTHCARE REGAIN 機能性飲料（日语：リゲイン）」
- 合同酒精（日语：オエノンホールディングス） - 「Hi-Boy」
- MILLION CARD SERVICE （ミリオンカード・サービス・ＵＦＪカード） （1998年）
  - 「MILLION CARD」
  - 「MILLION GIFT CARD」
- 三菱UFJ
- LION - 「DENTAL AMINO牙膏」（2003年 - 2005年）
- TOYOTA - 「TOYOTA VOXY（日语：トヨタ・ヴォクシー）」 - 父になろう （2005年 - 2013年）  ※和電視劇「父與子的男人旅行」相關
- 日立不動產（日语：日立リアルエステートパートナーズ）、東急不動產、東急電鐵、三菱地所、相鐵不動產（日语：相鉄不動産） - 「PRIZE HILL」（2005年）
- KIRIN
  - 麒麟飲品（日语：キリンビバレッジ） - 「FIRE ONLY 1 咖啡」、「FIRE 現磨咖啡」（2005年 - 2007年）
  - 麒麟啤酒 - 「麒麟ZERO」（2008年 - 2011年）[40]
- 花王 - 「ATTACK NEO（日语：アタック (洗剤)）」（2008年11月 - 2011年11月）
- FITS CORPORATION JAPAN （フィッツコーポレーション） - 「RISINGWAVE 香水」（2012年10月 - 2013年9月）
- P&G - 「h&s for men 洗髮乳」（2013年1月 - 2015年2月）
- 日本HOUSE好侍食品 - 「爪哇咖哩塊（日语：ジャワカレー）」 - 反町･紺野登場（大人の青春･夏）篇（2017年 - ）
- 三得利 - 「MAGNUM DRY 三得利麥格農辛口啤酒」 - 帰ってきたマグナムドライ 篇（2019年）[41]
- ECO信托服務（2019年11月 - ）
- 日產汽車 - 「SKYLINE SEDAN（日语：日産・スカイラインセダン V37）」（2019年12月18日 - 2022年3月23日)  ※和電視劇「相棒」合作企劃CM[42]
- Alinamin製薬
  - AlinaminV（2022年4月 - ）
  - Alinamin Medical Balance（2022年4月 - ）
  - Alinamin EX Plus（2022年12月 - 2024年3月）
- Benefit One Inc.「Bene ONE PLATFORM」（2022年6月 - ）
- 資生堂 SHISEIDO MEN（2023年11月 - ）
- SoftBank - 「Smartphone debut 1年生」（2024年1月 - ）
- 東芝生活家電「REDSQUARE登場」篇（2024年9月14日 - ）

### 品牌大使
- Panerai（2018年11月 - ）[43][44]
- 資生堂 SHISEIDO MEN（2023年11月 - ）（妻・松嶋菜菜子共同出任）[45]
- 東芝生活家電（2024年7月下旬 - ）[46]

## 音乐作品

### 單曲
- Forever （1997年7月30日）
- FOREVER DREAM （1997年12月19日）
- ONE （1998年4月15日）
- POISON 〜言いたい事も言えないこんな世の中は〜（日语：POISON_〜言いたい事も言えないこんな世の中は〜）（1998年7月29日）
- POISON movie mix （1999年12月18日）
- Free （2000年11月1日）

### 原創專輯
- メッセージ（日语：メッセージ (反町隆史のアルバム)）（1997年9月10日）
- HIGH LIFE（日语：HIGH LIFE）（1998年9月18日）
- SOUL （2000年12月6日）

### 精選輯
- BEST OF MY TIME [Limited Edition] （1999年3月17日）
- BEST OF MY TIME 〜1999 （2000年3月29日）
- BEST of BEST （2006年6月7日）
- ☆BEST 反町隆史 （2010年12月8日）

### 影像作品
- メッセージ （1997年10月）
- ONE HOUR LIVE MESSAGE （1998年3月）
- CLIPS and more （1998年12月）
- TAKASHI SORIMACHI LIVE TOUR'98 HIGH LIFE （1999年2月）
- 1997-2000 SINGLE CLIPS （2000年12月20日）

## 得獎紀錄
- 第8回TV LIFE年度電視劇大賞 - 最佳男主角『麻辣教師GTO』
- 第12回日本Golden Disc大賞 - Best New Artiste of the Year

## 外部連結
- 反町隆史官方網站（页面存档备份，存于）
- 研音 反町隆史 Profile （页面存档备份，存于）
- 反町隆史在互联网电影资料库（IMDb）上的資料（英文）